# Malaien-Gleitflieger
Der Malaien-Gleitflieger oder auch Temminck-Gleitflieger (Galeopterus variegatus, Syn.: Cynocephalus variegatus) ist ein Säugetier aus der Ordnung der Riesengleiter (Dermoptera). Sie leben in Südostasien und ernähren sich von Pflanzen. Eine Besonderheit ist ihre Flughaut (Patagium), mit der sie weit gleiten können.

## Körperbau
Die Kopf-Rumpf-Länge des Malaien-Gleitfliegers beträgt 33–42 Zentimeter, der Schwanz wird 17–22 Zentimeter lang. Die „Spannweite“ beträgt 70–120 Zentimeter, die Gliedmaßen sind damit sehr lang. Das Gewicht beträgt 1–1,75 Kilogramm.
Das dorsale Fell von Malaien-Gleitfliegern ist bräunlich-grau und ist weiß gefleckt, eine gute Tarnung auf der Rinde von Bäumen. Das ventrale Fell ist heller und nicht gefleckt. Die Oberseite der Flughaut ist behaart und hat eine ähnliche Zeichnung wie das dorsale Fell, die ventrale Flughaut ist nur sehr spärlich behaart.
Die Proportionen von Malaien-Gleitfliegern weichen von denen etlicher Säuger ab. Die Augen sind sehr groß (Nachtaktivität), die Ohren klein. der Kopf ist sehr breit und die Gliedmaßen sehr lang. Die hundsförmige Kopfform gab seiner Gattung den Namen (Cynocephalus=Hundskopf).

## Vorkommen
Der Malaien-Gleitflieger lebt in Thailand, der Malaiischen Halbinsel und verschiedenen Inseln des indonesischen Archipels, unter anderem Sumatra, Java und Borneo, dazu etliche kleinere Inseln.
Malaien-Gleitflieger leben vor allem in Regenwäldern in hügeligen Gegenden, jedoch werden sie regelmäßig auch in Gummi-, Kokosnuss- und Bananenplantagen gefunden.

## Lebensweise

### Allgemeines
Diese Tierart lebt arboreal und kommt nie freiwillig auf den Boden. Sie sind Einzelgänger, doch gelegentlich finden sich mehrere Tiere an einem Baum. Den Gleitflug nutzen sie, um von Baum zu Baum zu gelangen, ohne den Boden überqueren zu müssen. Meist fliegen sie 50–70 Meter weit, der Rekord betrug 136 Meter. Sie sind nachtaktiv und verbringen den Tag in ihrem Versteck, auf Kokosplantagen rollen sie sich oft ballähnlich zwischen den Palmwedeln zusammen.

### Ernährung
Die herbivoren Malaien-Gleiter fressen Blüten, Blätter, Knospen und Früchte, welche sie mit den Händen zum Maul ziehen und abbeißen. Die nötige Wasseraufnahme wird durch die Aufnahme von Niederschlag, die wasserreiche Nahrung und den Verzehr von nassen Blättern gesichert.

### Fortpflanzung und Entwicklung
Die Tragzeit von Malaien-Gleitfliegern dauert 60 Tage, danach wird ein Jungtier mit 35 Gramm Gewicht und einem unterentwickelten Zustand geboren. Selten sind es zwei Jungtiere. Diese werden in der Hintergleithaut geborgen, die eine Tasche bildet, wenn das Weibchen gleitet. Beim faultierähnlichen Klettern und beim Schlafen dienen die Muttertiere den Jungen als lebende Hängematte. Die Weibchen sind oft schon trächtig, bevor sie ihr momentanes Junge entwöhnt haben; so gleichen sie die geringe Anzahl der Jungtiere pro Wurf aus.

## Parasiten
Ein spezifischer Parasit des Malaien-Gleitfliegers ist die Tierlaus Hamophthirius galeopitheci.

## Systematik
Der Malaien-Gleitflieger wurde zusammen mit dem Philippinen-Gleitflieger in die gemeinsame Gattung Cynocephalus gestellt, doch jüngere Publikationen bzw. Literatur verwendet den Namen Galopterus variegatus (Zuerst vorgeschlagen von Oldfield Thomas 1908). Die Einführung dieser Gattung begründet sich auf morphologische Unterschiede, vor allem die Bezahnung, die beim Malaien-Gleitflieger für härtere Nahrung beschaffen ist als bei seinem nahen Verwandten.

## Malaien-Gleitflieger und Menschen
Da Malaien-Gleitflieger regelmäßig in Plantagen leben und sich von den dort angebauten Pflanzenkulturen ernähren, werden sie oft gejagt, was sich aufgrund der fast immer gleichen Fortbewegungsrouten recht einfach gestaltet. Sie werden jedoch auch wegen Fleisch und Fell gejagt. Es ist praktisch unmöglich, diese Tiere in Gefangenschaft zu halten.